# كارول غس
كارول غس (بالإنجليزية: Carol Guess)‏ (3 يناير 1968، بيثيسدا في الولايات المتحدة)؛ كاتِبة، شاعرة وروائية أمريكية.